# Condylostylus longiseta
Condylostylus longiseta är en tvåvingeart som först beskrevs av Daniel William Coquillett 1902.  Condylostylus longiseta ingår i släktet Condylostylus och familjen styltflugor. Inga underarter finns listade i Catalogue of Life.